# Zoothera lunulata
Zoothera lunulata — вид воробьиных птиц из семейства дроздовых. Выделяют 3 подвида.

## Распространение
Обитают в Австралии (от севера Квинсленда до юго-восточной части континента), Тасмании, на некоторых крупных островах Бассова пролива и на острове Кенгуру.

## Описание
Длина тела 27-29 см, вес в среднем 100 г. Цвет варьируется от коричневого до оливкового. Вокруг глаз белые кольца. На спине, голове и гузке имеются чёрные полоски. Нижняя сторона тела более бледная, покрытая чёрными отметинами. Есть чёрные полосы по всей длине нижней стороны крыльев.

## Биология
Питаются преимущественно насекомыми. В кладке 2-3 яйца. Гнездо чашеобразное. Представители вида известны своим умением выгонять добычу из лиственной подстилки, беспокоя её. Птицы двигаются бесшумно, часто замирая, чтобы прислушаться к движениям насекомых. Червей они выкуривают, испуская газы, что заставляет их двигаться.

## Охранный статус
МСОП присвоил виду охранный статус LC.

## Галерея

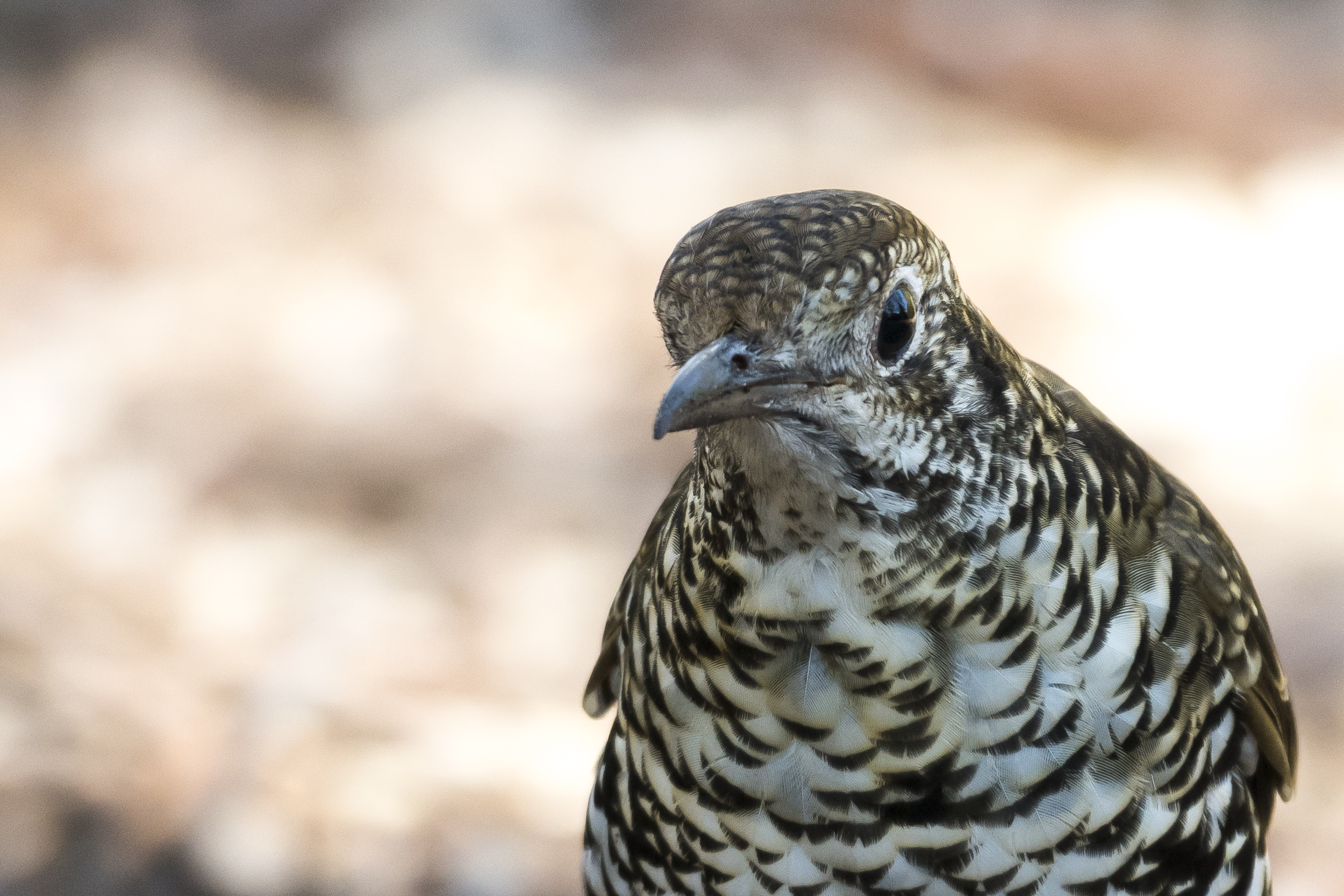
Zoothera lunulata в Австралийских Национальных Ботанических Садах, Канберра
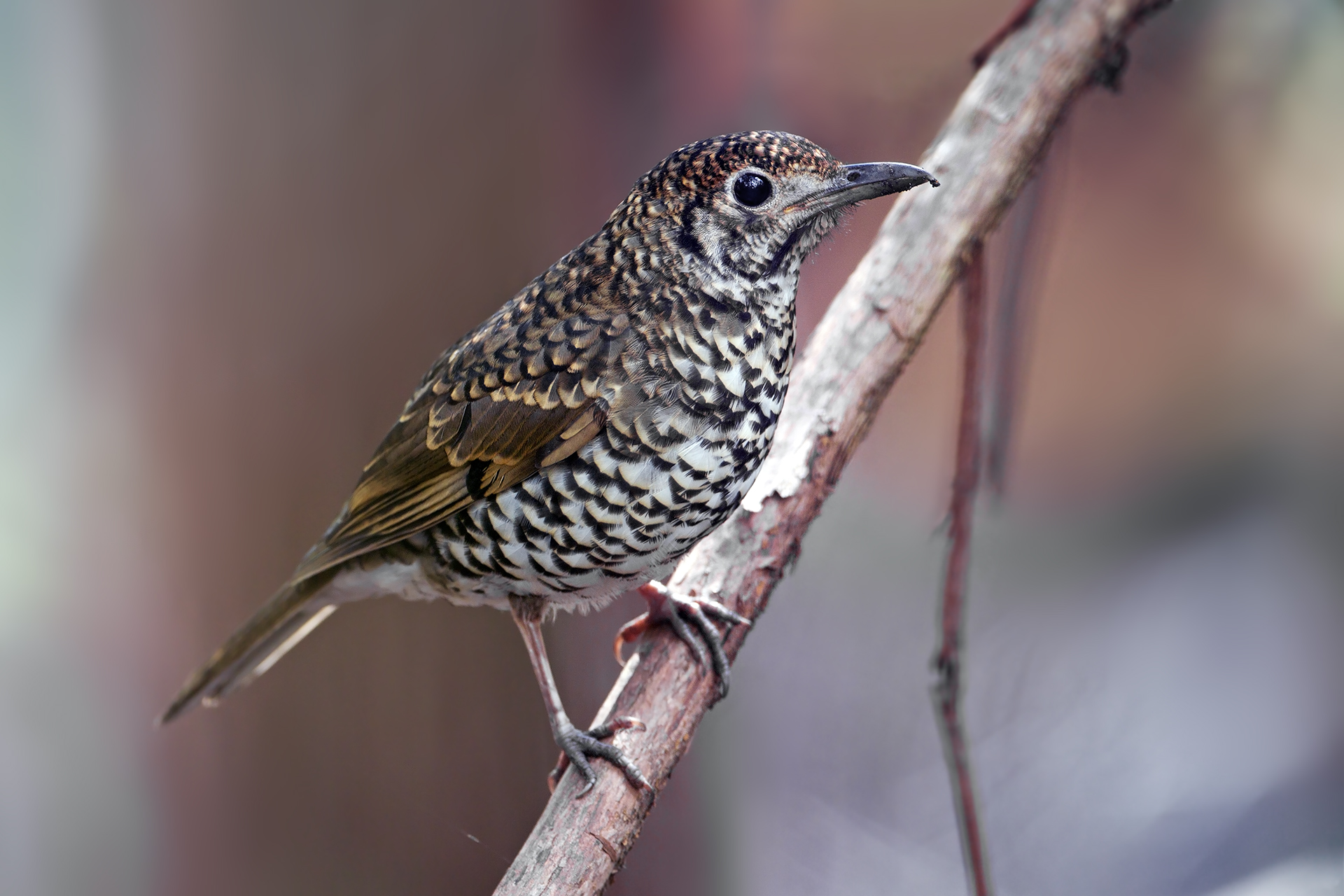
Zoothera lunulata в Саут-Уэст-Нашенал-Парк, Тасмания